# 五叶铁线莲
五叶铁线莲（学名：Clematis quinquefoliolata），为毛茛科铁线莲属下的一个植物种。